# Ong Eng Hong
Ong Eng Hong (* 1935 in Kuala Lumpur) ist ein malaysischer Badmintonspieler. 

## Karriere
Ong Eng Hong wurde Anfang der 1950er Jahre nationaler Meister in Malaysia, um kurz darauf in Australien Wirtschaft an der University of Melbourne zu studieren und dort weitere Erfolge im Badminton zu feiern. 1955, 1956, 1957, 1960, 1961 und 1962 wurde er in Australien Meister. Mehrfach siegte er auch bei den Victoria International.